# Trust (serie televisiva)
Trust è una serie televisiva antologica statunitense, trasmessa nel 2018 dalla rete via cavo FX.
La serie, scritta da Simon Beaufoy e diretta da Danny Boyle, è composta da 10 episodi e incentrata sul rapimento di John Paul Getty III, l'allora erede di Getty Oil, nel 1973 in Italia.

## Trama
Roma, 1973. John Paul Getty III, erede dell'impero petrolifero Getty, viene rapito dalla 'Ndrangheta. Mentre i sequestratori confidano che la famiglia pagherà profumatamente per il suo rilascio, J. Paul Getty, il nonno di Paul, magnate enigmatico confinato in una sfarzosa villa nelle campagne inglesi, sembra poco propenso ad assecondare le loro richieste, e nulla sembra poter fare anche il padre del ragazzo, in stato confusionale a Londra. L'unica a interessarsi realmente al figlio è la madre Gail, determinata ma senza un quattrino, costretta a negoziare con dei rapitori sempre più frustrati da un clan disorganizzato ed incapace di mettersi al passo con i tempi, invischiato in storie di droga, tradimenti e fallimenti.

## Episodi
| Stagione       | Episodi | Prima TV USA | Prima TV Italia |
| -------------- | ------- | ------------ | --------------- |
| Stagione unica | 10      | 2018         | 2018            |

## Personaggi e interpreti

### Principali
- J. Paul Getty, interpretato da Donald Sutherland, doppiato da Stefano De Sando.
- Gail Getty, interpretata da Hilary Swank, doppiata da Laura Lenghi.
- John Paul Getty III, interpretato da Harris Dickinson, doppiato da Alex Polidori.
- Paul Jr., interpretato da Michael Esper, doppiato da Simone D'Andrea.
- Primo, interpretato e doppiato da Luca Marinelli.
- Bertolini, interpretato e doppiato da Giuseppe Battiston.
- Penelope Kittson, interpretata da Anna Chancellor, doppiata da Franca D'Amato.
- Belinda, interpretata da Amanda Drew.
- Margot, interpretata da Sophie Winkleman.
- Luciana, interpretata da Verónica Echegui.
- Bullimore, interpretato da Silas Carson, doppiato da Danilo Di Martino.
- Martine Zacher, interpretata da Laura Bellini, doppiata da Giulia Franceschetti.
- Jutta Winklemann, interpretata da Sarah Bellini.
- Fifty, interpretato e doppiato da Niccolò Senni.
- Leonardo, interpretato e doppiato da Francesco Colella.
- Don Salvatore, interpretato e doppiato da Nicola Rignanese.
- Angelo, interpretato e doppiato da Andrea Arcangeli.
- Dante, interpretato e doppiato da Mauro Lamanna.
- Robina Lund, interpretata da Charlotte Riley.
- James Fletcher Chace, interpretato da Brendan Fraser, doppiato da Fabrizio Pucci.

### Ricorrenti
- Victoria, interpretata Hannah New.
- J. Ronald Getty, interpretato da David Agranov.
- Bela Von Block, interpretato da David Bamber.
- Lang Jeffries, interpretato da John Schwab.
- Gordon Getty, interpretato da Norbert Leo Butz.

### Guest star
- George Getty, interpretato da Filippo Valle.
- Jacqueline Getty, interpretata da Lynda Boyd.
- Talitha Pol Getty, interpretata da Bella Dayne.

## Produzione
Per girare la serie, il regista Danny Boyle ha scelto di girare le scene a Roma, Valle d'Aosta, Basilicata e Calabria. In quest'ultima sono state girate la maggior parte delle scene nel Parco nazionale della Sila e nel Parco nazionale del Pollino e nei paesi di Camigliatello Silano, Civita ed Orsomarso.

## Distribuzione
Il trailer è stato distribuito il 9 gennaio 2018, mentre la serie è stata trasmessa dal 25 marzo 2018. In Italia la prima stagione, intitolata Trust - Il rapimento Getty, è andata in onda dal 28 marzo 2018 su Sky Atlantic.